# Centrum voor Lokaal Bestuur
Het Centrum voor Lokaal Bestuur (CLB) is een aan de Partij van de Arbeid gelieerde organisatie, die onder andere scholing verzorgt voor lokale, regionale en provinciale volksvertegenwoordigers en bestuurders. Het CLB organiseert ook conferenties en netwerkbijeenkomsten, geeft publicaties uit, ondersteunt bij verkiezingen en geeft individuele adviezen. 
Het CLB is de oudste organisatie van lokale bestuurders in Nederland. Het werd in 1901 opgericht als Vereniging van Sociaal-Democratische Gemeenteraadsleden in Nederland. De vereniging maakte toen deel uit van de Sociaal-Democratische Arbeiders Partij (SDAP). 
In 1907 verscheen het eerste nummer van het maandblad van de vereniging onder de naam De Gemeente. Het maandblad werd opgericht door Floor Wibaut en Pieter Lodewijk Tak. In de jaren 80 veranderde de naam van de organisatie in Centrum voor Lokaal Bestuur. Het blad ging Lokaal Bestuur heten. Inmiddels verschijnt Lokaal Bestuur wekelijks digitaal.